# 콘셉시온현
콘셉시온현(스페인어: Provincia de Concepción)은 칠레 비오비오주를 구성하는 4개의 현 가운데 하나로 현도는 콘셉시온이며 면적은 3,439.0km2, 인구는 959,336명(2012년 기준), 인구 밀도는 280명/km2이다.